# Eburodacrys callixantha
Eburodacrys callixantha är en skalbaggsart som beskrevs av Bates 1872. Eburodacrys callixantha ingår i släktet Eburodacrys och familjen långhorningar.
Artens utbredningsområde är:
- Honduras.
- Nicaragua.
- Panama.
- Venezuela.

Inga underarter finns listade i Catalogue of Life.